# North Bend (Waszyngton)
North Bend – miasto w Stanach Zjednoczonych, w stanie Waszyngton, w hrabstwie King.